# Polyästhetik
Polyästhetik oder Polyästhetische Erziehung (vom Altgriechischen πολυ (poly) für viel und αἴσθησις (aísthēsis) für Wahrnehmung) ist ein kunstpädagogisches Konzept, das im Zuge der 68er-Bewegung im 20. Jahrhundert in Hamburg aufkam.

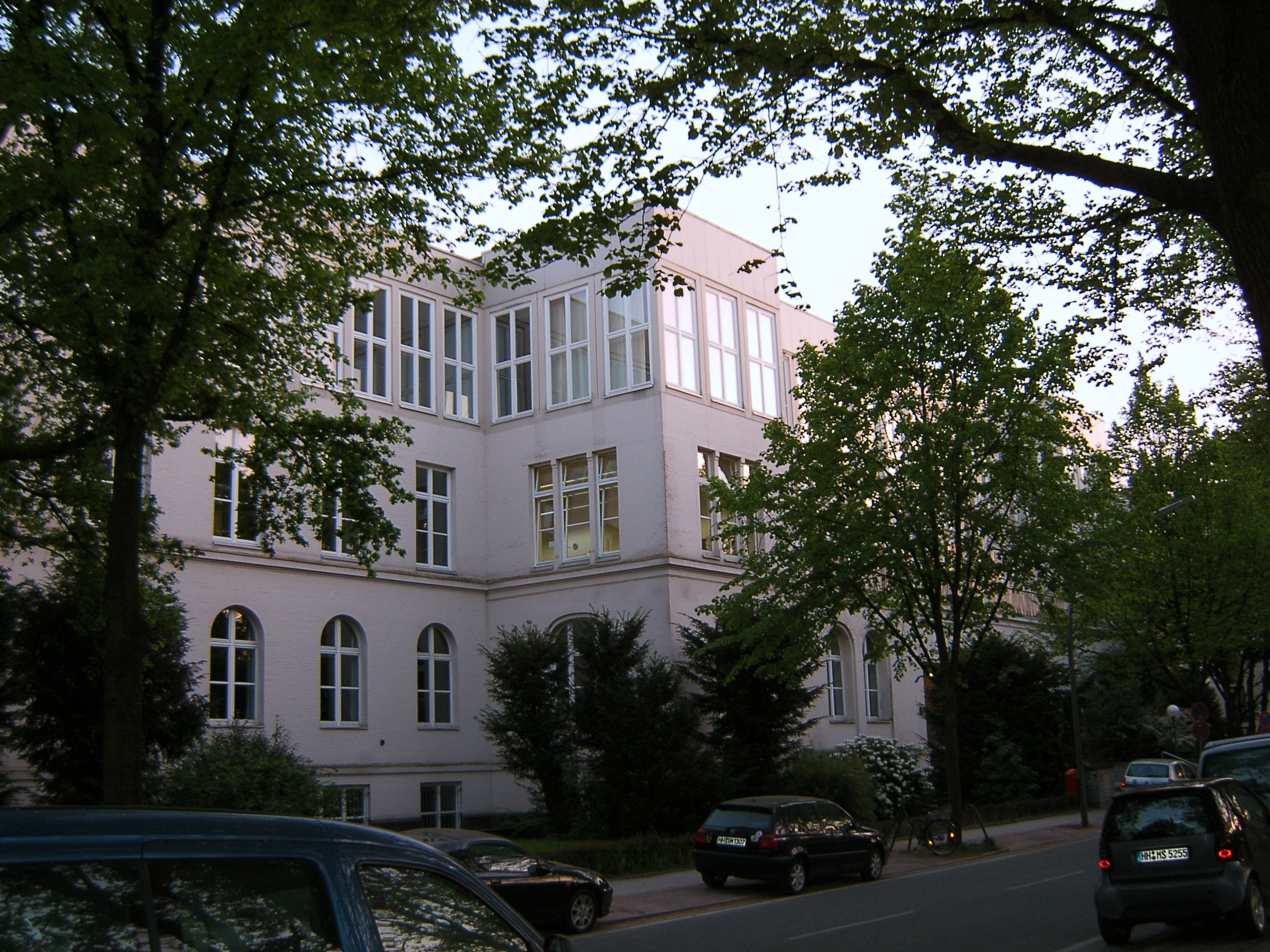
Fachhochschule für Gestaltung, Hamburg, 1970

## Konzeption
Der Begriff Polyästhetik stammt ideengeschichtlich von Natias Neutert, den der Dekan Hans Weckerle 1970 als Dozent an die Fachhochschule für Gestaltung in Hamburg berief. Seine dort gehaltene Antrittsvorlesung sowie seine im Anschluss publizierte Schrift Bausteine für eine polyästhetische Erziehung sind Plädoyer für ein weltweit neu einzurichtendes kunstpädagogisches Fach, das die Grenzen bisheriger Ästhetikauffassungen weitläufig überschreiten soll.
Ein in essayistischer Form skizziertes „freies Gedankenspiel“. Dem Kunstpädagogen Wolfgang Roscher und seinen Kollegen kommt das Verdienst zu, es zu einem didaktisch-anwendbaren Konzept einer ästhetisch multimedialen Erziehung ausgebaut zu haben.
Mit seinem gesamten künstlerischen Œuvre, das durch und durch vom Prinzip Collage
geprägt ist, steht Neutert selbst seither anerkanntermaßen dafür ein, wie produktiv sich verschiedene Kunstformen, fundiert durch Dichten und Denken zur Aktivität und zum Typus eines ‚Totalkünstlers’ miteinander verschmelzen lassen: „Durch einen avantgardistisch geprägten Ort des Vergnügens, an dem sowohl Gaukler als auch Performer, Artisten und Aktionskünstler auftreten.“

## Wirkung
Die von Herbert Marcuses neomarxistischen Ideen inspirierten sechs Übungs- und Lernfelder Produktion, Reproduktion, Demonstration, Reflexion, Konsumtion und Rezeption, die Roscher und Kollegen der polyästhetischen Praxis zugrunde legen, haben sich auf dem Gebiet der so genannten ‚musischen Bildung‘ als besonders anschlussfähig erwiesen.
Neuterts Ansatz einer Grenzüberschreitung traditioneller Ästhetik baut – angeregt durch seine Forschungstätigkeit in der von ihm gegründeten, ersten Internationalen Walter Benjamin Gesellschaft – auf der Konzeption eines nicht strikt regelgeleiteten, sondern improvisierten und offenen Spiels auf, das unseren Möglichkeitssinn gegenüber der kruden Wirklichkeit üben und schärfen solle; gemäß der Formel: „Spielen erzeugt eine eigene Wirklichkeit: die der Möglichkeiten.“ Diese Formel, im Kulturbetrieb nicht umsonst immer wieder zitiert und als Handlungsmotto verwendet, hat die Karlshochschule International University anlässlich ihres kulturtheoretischen Diskurses ‚Lernen durch Spielen’ sinnvollerweise eng mit Heinz von Foersters Ethischer Imperativ verknüpft.
Das Zusammenspiel von Heinz von Försters ethischem Imperativ und Natias Neuterts Formel betont die Bedeutung spielerischer Offenheit für neuartige Ideen, Perspektiven und Lösungen, um die Vielfalt an Wahl- und Handlungsmöglichkeiten im Sinne einer vollentfalteten Conditio humana zu erweitern.

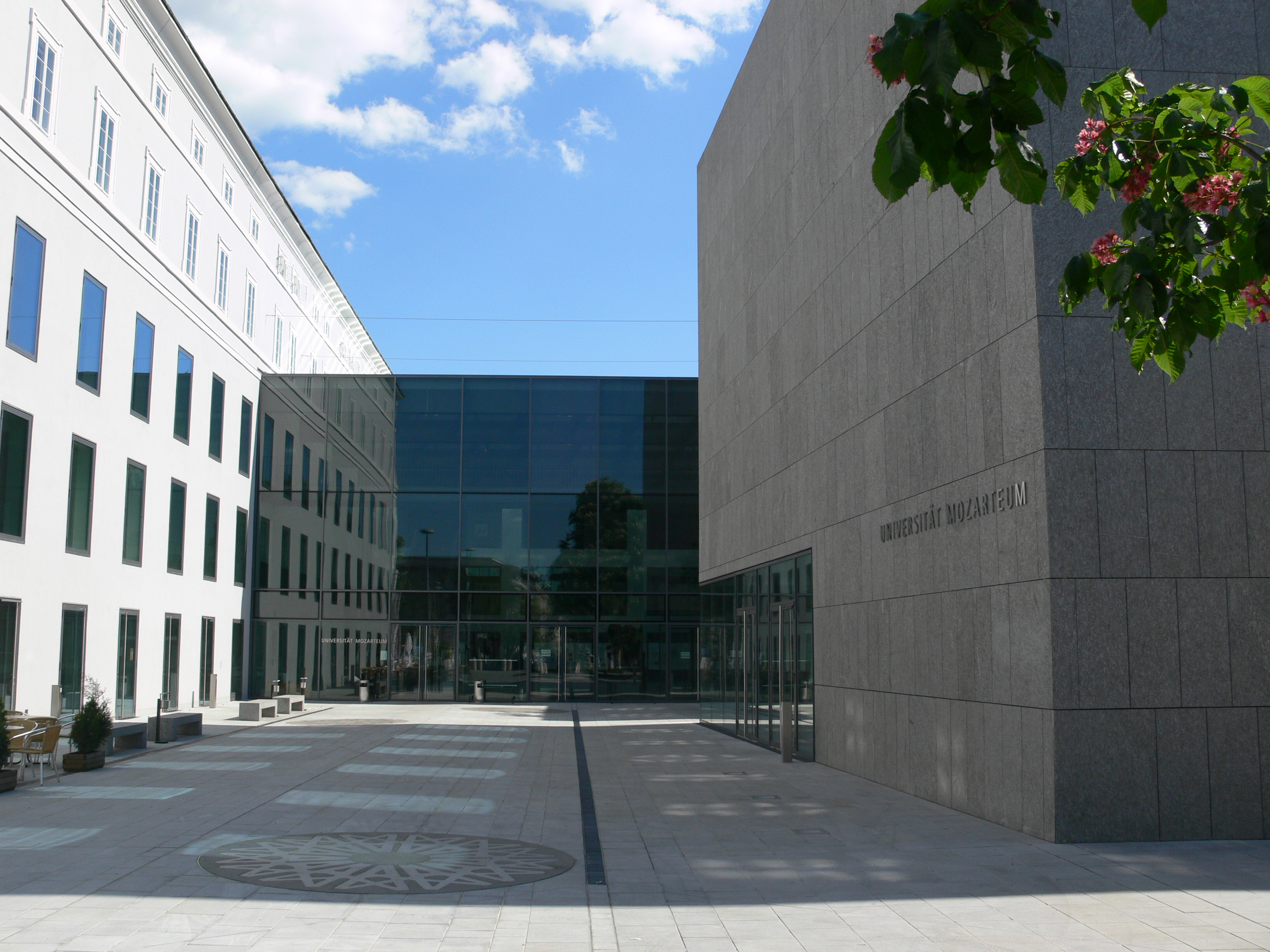
Salzburg Mozarteum 2008

Das derzeit wichtigste europäische Zentrum für polyästhetische Bildung ist die Universität Mozarteum Salzburg, was nicht zuletzt durch die dort regelmäßig stattfindenden interkulturellen Kongresse belegt wird. Als Schulzweig konzentriert sich die Polyästhetik auf die vier Ausdrucks- und Gestaltungsbereiche Schauspiel, Tanz, Bildnerische Erziehung und Musik. Polyästhetische Erziehung hat sich als förderlich für die Inklusion von Menschen mit Behinderungen erwiesen, zum Beispiel von Blinden.